# María de los Ángeles Alvariño González
María de los Ángeles Alvariño González dite Ángeles Alvariño (3 octobre 1916 – 29 mai 2005) est une océanographe espagnole. Spécialiste du zooplancton, elle a travaillé entre 1948 et 1957 à l'Institut espagnol d'océanographie, puis s'est installée aux États-Unis. Première scientifique à embarquer sur des navires d'exploration espagnols et anglais, elle est considérée comme une précurseure, avec la découverte de 22 espèces maritimes,

## Biographie
Née en Galice, elle est scolarisée dans sa ville natale, Ferrol, jusqu'en 1931, avant d'obtenir un baccalauréat en sciences et lettres à l'Université de Saint-Jacques-de-Compostelle, avec la présentation de deux mémoires en 1933, Insectes sociaux et Les femmes dans le Quijote. Ses  études en sciences naturelles à l'Université de Madrid sont interrompues par la guerre civile, et elle profite de cette période pour améliorer ses connaissances en français et se lancer dans l'apprentissage de la langue anglaise. Elle reprend ses études une fois l'université rouverte, et obtient une maîtrise de sciences naturelles avec mention en 1941. Dans le même temps, elle se marie (en 1940) avec Eugenio Leira Manso, un capitaine de la marine espagnole avec qui elle aura une fille née deux années plus tard. De 1941 à 1948, elle enseigne en tant que professeur de biologie, de zoologie, de botanique et de géologie dans les collèges et lycées de Ferrol . En 1951, elle passe des certificats de doctorat en psychologie expérimentale, chimie analytique et écologie végétale à l'Université de Madrid.
Vers 1953 ou 1954, elle reçoit une subvention du British Council pour mener des recherches sur le zooplancton dans le Laboratoire de Plymouth, en Angleterre, sous la direction de Frederick S. Russell et Peter. C. courbe. Première femme scientifique présente à bord d'un navire de cherche océanographiques, elle participe à plusieurs expéditions océanographiques dans l'Atlantique et le Pacifique, à bord de navires anglais, américains, espagnols et mexicains. En  1956, elle est reçoit une bourse pour mener des recherches scientifiques sur le zooplancton à l'Institut océanographique de Woods Hole. Les années suivantes, elle perçoit des bourses d'autres institutions (Marine Life Research, National Science Foundation, ...).
En 1967, elle obtient son doctorat à  l'Université de Madrid avec une thèse sur les chétognates de l'océan atlantique.
De 1958 à 1969, elle est recrutée par l'Institut d'océanographie Scripps (La Jolla, Californie) pour mener des recherches sur le plancton, les courants et la dynamique des océans. En janvier 1970, elle est nommée cherché chercheuse à la National Oceanic and Atmospheric Administration, et réalise des études sur le thon germon et autres espèces, le plancton, et leurs  relations avec la dynamique des océans, la pêche et l'effet des taxons de plancton prédateurs dans la survie des larves de poissons.
Au Mexique, elle a collaboré avec l'Institut national des pêches de l'époque pour le compte de l'Organisation des Nations unies pour l'alimentation et l'agriculture afin de former le personnel initial de l'institut, notamment María Concepción Rodríguez de la Cruz.
Elle prend sa retraite en 1993, tout en continuant à publier les résultats de ses nombreuses recherches,.

## Liste partielle des taxons découverts
- 1987 : Meduse Pandea cybeles (en mer des Sargasses),
- 1987 : Chaetognatha, Spadella pimukatharos (dans les aux de l'île Catalina, en Californie),
- 1984 : Siphonophores Lensia eugenioi, Lensia eltanin et Lensia landrumae[7],
- 1983 : Siphonophores  Heteropyramis alcala et Thahassophye ferrarii (dans le Pacífique sud)
- 1983 : Siphonophore Nectocarmen antonioi (dans les eaux californiennes)
- 1981 : Chaetognatha  Spadella Legazpichessi (eaux des Îles Marshall),
- 1978 : Chaetognatha  Spadella gaetanoi (eaux de Hawaï),
- 1972 :  Siphonophore Epibulia ritteriana,
- 1970 : Chaetognatha  Spadella (eaux de Curaçao),
- 1968 : 2 nouvelles espèces de siphonophores,
- 1967 : siphonophore  Vogtia kuruae,
- 1962 : 2 nouvelles espèces de Chaetognatha,
- 1961: Chaetognatha Sagitta scrippsae et deux autres nouvelles espèces [3]

## Hommages
Deux taxons Aidanosagitta alvarinoae (un prédateur marin appartenant à l'embranchement Chaetognatha) et Lizzia alvarinoae (une méduse) portent son nom.
En 2012, l'Institut espagnol d'océanographie a baptisé en sa mémoire un navire océanographique, le Ángeles Alvariño .